# 高燮曾
高燮曾（1839年—？），名楠忠，字理臣，湖北孝感人，清朝政治人物，進士出身。
咸豐八年（1858年）鄉試中舉。同治十三年（1874年）登進士，改庶吉士。光緒二年（1876年）授翰林院編修。光緒十一年（1885年）任山西學政。光緒十六年（1890年）任河南道監察御史。光緒十八年（1892年）稽察西倉事務、掌廣西道監察御史。光緒二十一年（1895年）任吏科給事中。光緒二十二年（1896年）任兵科掌印給事中。后任內閣侍讀學士。光緒二十五年（1899年）任順天府府丞。